# Egenhäuser Kapf mit Bömbachtal
Im nördlichen Schwarzwald, etwa auf halbem Wege zwischen Freudenstadt und Calw, thront der Egenhäuser Kapf mit 627 m ü. NHN als höchste Erhebung am Bömbachtal; Luftlinie rund acht Kilometer (nord-)westlich von Nagold bzw. etwa drei Kilometer südöstlich von Altensteig, zwischen den Gemeinden Egenhausen und Walddorf.
Der Kapf beherbergt zu weiten Teilen das Natur- und Landschaftsschutzgebiet Egenhäuser Kapf mit Bömbachtal. Bereits seit 1969 ist der Egenhäuser Kapf Landschaftsschutzgebiet, die aktuelle Verordnung des Regierungspräsidiums Karlsruhe datiert vom 20. Dezember 1991. Das Naturschutzgebiet mit der Nummer 2.150 hat eine Größe von 150,3 Hektar, das ergänzende LSG mit der Nummer 2.35.047 ist 294,8 Hektar groß. Der Kapf befindet sich in den Naturräumen Obere Gäue und Schwarzwald-Randplatten und ist Teil des FFH-Gebiets Nr. 7418-341 Nagolder Heckengäu. Eine Besonderheit ist die ehemalige Bohnerzgrube im Südosten des Gebiets.
Das Naturschutzgebiet liegt ausschließlich im Mittleren und Oberen Muschelkalk.

## Schutzzweck
Schutzzweck ist die Erhaltung, Entwicklung und Pflege der naturraumtypischen Landschaft der „Bösinger Wellenkalkplatte“, der Wacholderheiden und Halbtrockenrasen als Lebensraum typischer, spezialisierter Tier- und Pflanzenarten sowie der zahlreichen Landschaftselemente wie lichte Kiefernwälder, Hecken, Streuobstwiesen, Wirtschaftswiesen, Steinbrüche und Bachtäler als Lebensraum für gefährdete und bedrohte Säugetiere, Vögel, Amphibien, Reptilien, Schmetterlinge, Käfer und Hautflügler.

## Flora und Fauna
Bekannt geworden ist er unter anderem durch die in der Umgebung seltene Silberdistel (Carlina acaulis), die daher auch das Wappen von Egenhausen ziert. Weiterhin sind in den Magerrasen des Gebiets anzutreffen: Gewöhnliches Katzenpfötchen (Antennaria dioica), Pyramiden-Hundswurz (Anacamptis pyramidalis) und die Borstige Glockenblume (Campanula cervicaria). Im Gebiet nisten die gefährdeten Vogelarten Neuntöter und Dorngrasmücke. Daneben findet man die Fledermausarten Kleiner Abendsegler und Kleine Bartfledermaus.